# Demania scaberrima
Demania scaberrima is een krabbensoort uit de familie van de Xanthidae. De wetenschappelijke naam van de soort is voor het eerst geldig gepubliceerd in 1887 door Walker.